# 代天巡狩

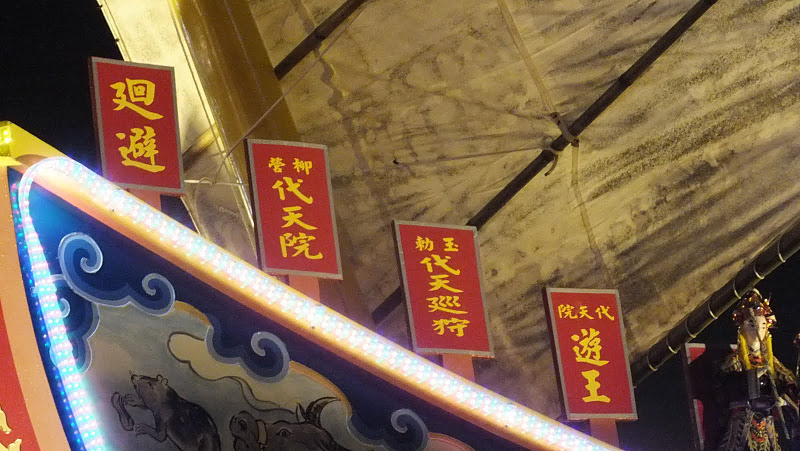
柳營代天院王船玉勅代天巡狩遊王公執事牌

代天巡狩是一個漢語詞彙，舊時指巡按代替天子，到民間各處察其政事。 《明史·職官志》：「巡按則代天子巡狩。」《幼學瓊林·文臣》：「代天巡狩，贊稱巡按。」這個詞語源於「巡狩」一詞，指稱天子巡行諸侯國，然而天子日常國事政務繁重，無法時刻巡守各地，所以委派欽差御史代替天子巡守。 《孟子·梁惠王下》：「天子適諸侯曰巡狩。巡狩者，巡所守也。」
中國傳統民間信仰的天庭神明體系，是人間朝廷官府的投映，「天」的最高統治者為玉皇上帝。 民間千歲信仰領旨代替天帝的神祇，以行燮理陰陽和巡察人間善惡以施福降禍的職務，並祈驅除瘟疫或惡鬼，「代天巡狩」此名稱多為王爺神使用。

## 另見
- 王爺信仰
- 五年千歲
- 奉天宮
- 代天府